# Project Zuidoost-Anatolië

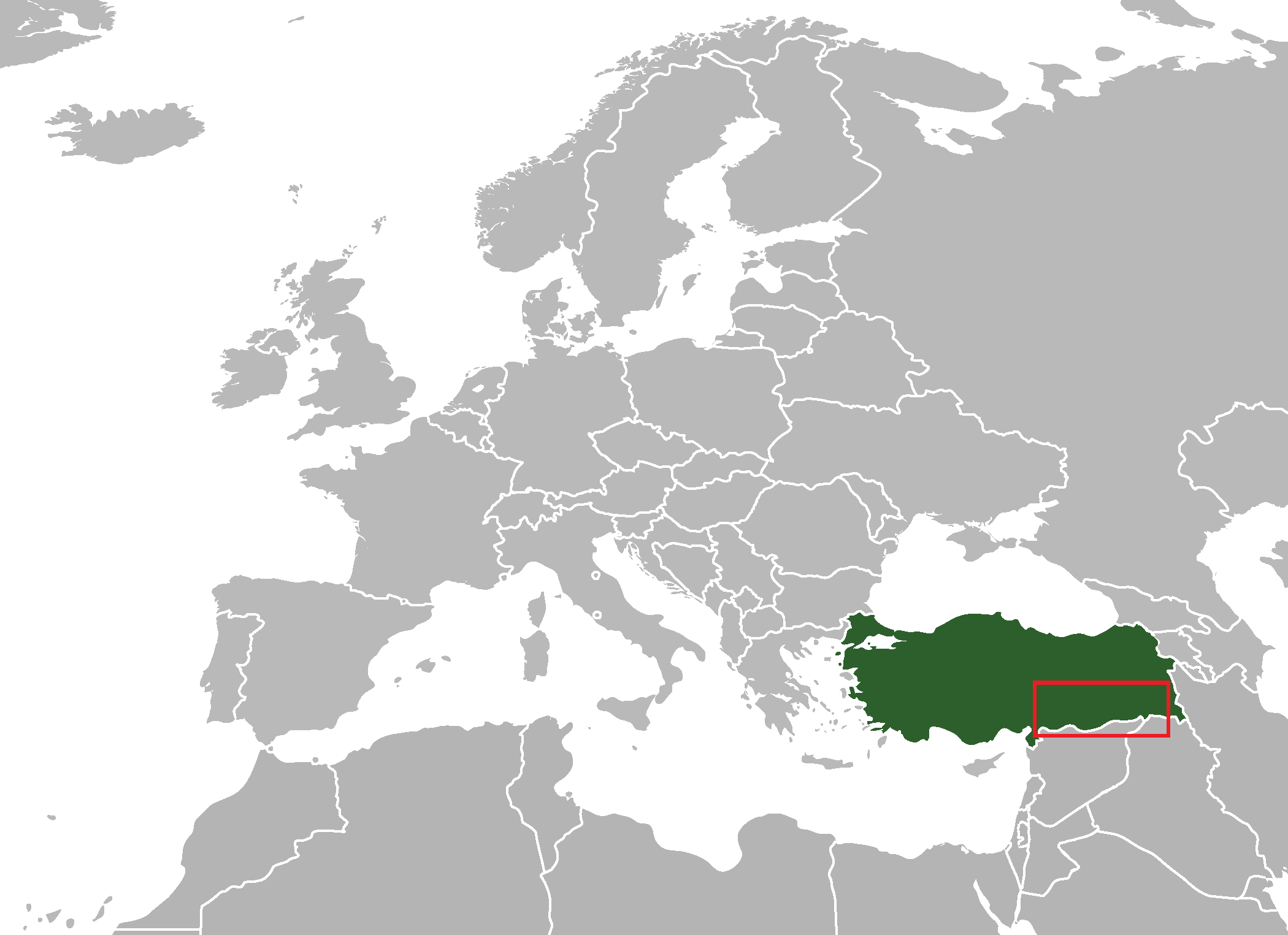
Zuidoost-Anatolië in het rode kader

Project Zuidoost-Anatolië (Turks: Güneydoğu Anadolu Projesi, GAP) is een project van de Turkse overheid. Het heeft als doel de inkomens in de Turkse regio Zuidoost-Anatolië te doen toenemen door de economische ontwikkeling te bevorderen. Hierdoor zal een betere levensstandaard worden gecreëerd voor de negen miljoen inwoners van de regio. Er zijn verder tal van ecologische, maatschappelijke en politieke motieven. De totale kosten van het project worden geraamd op 36 miljard Turkse lira, waarvan 56%, ongeveer 21 miljard lira, in 2005 reeds was geïnvesteerd. Het project betreft werken in negen provincies: Adiyaman, Batman, Diyarbakir, Gaziantep, Kilis, Siirt, Şanlıurfa, Mardin, en Şırnak. Het project stuit op veel bezwaar van de Koerdische bewoners van de regio die grote delen van hun gebied onder water zien gezet.

## Plannen
Het primaire doel van het GAP is het opwekken van elektriciteit en het irrigeren van landbouwgronden door de bouw van 22 stuwdammen, waarvan de Atatürkdam de grootste is. Er worden bij deze stuwdammen 19 elektriciteitscentrales gebouwd. De irrigatiesystemen beslaan zo'n 17.000 km². Men wil het water ook als drinkwater gaan verkopen, aan onder meer Israël. Door het economisch opwaarderen van de regio zal er meer werkgelegenheid komen. Er wordt aan de leefbaarheid gewerkt door het bouwen van scholen, ziekenhuizen en dergelijke. Ook worden er zeven luchthavens gebouwd, waarvan die in Şırnak de grootste vrachtluchthaven van Turkije moet worden.

## Geschiedenis
Het eerste idee om de rivieren Tigris en Eufraat om te leiden kwam van Atatürk, de stichter van de Turkse republiek. Het belangrijkste was toen, in de jaren 20 en 30, het opwekken van elektriciteit. Men deed onderzoek naar de mogelijkheid om de rivieren Tigris en Eufraat om te leiden. De overheid begon haar gedetailleerde studies met het "Kebandam Project". GAP zoals het in de jaren 1970 gepland en gestructureerd was bestond uit projecten voor irrigatie en hydro-energieproductie door middel van de Eufraat en Tigris. De nieuwe ontwikkelingsdoelen met onderwijs, gezondheidszorg en dergelijke kwamen pas in de jaren 80 aan de orde. Het ontwikkelingsprogramma omvat sindsdien de sectoren irrigatie, hydro-energie, landbouw, plattelands- en stedelijke infrastructuur, bosbouw, onderwijs en gezondheidszorg.
Het project zorgde meerdere malen voor spanningen tussen Turkije, Syrië en Irak. Deze landen eisten dat meer water doorgelaten zou worden, terwijl Turkije dat weigerde omdat het de stuwmeren wilde vullen. Om die reden is het dammenproject een van de best beveiligde ter wereld, vooral tegen luchtaanvallen. Het GAP kwam begin jaren 90 volledig tot stilstand vanwege de opstand van Koerdische rebellen van de PKK in de regio. De PKK wordt door de Turkse regering gezien als voornaamste reden voor talloze vertragingen en moeilijkheden bij de financiering. De Turkse regering beschuldigt de Koerdische rebellen ook van het beschadigen van dammen en kanalen en van het vermoorden van technici.
Een aantal economische crises zorgde ook voor vertragingen. Het VN-embargo tegen Irak, dat pas werden opgeheven na de Iraakse oorlog van 2003, had negatieve gevolgen voor de handel van de regio met traditionele handelspartners in het Midden-Oosten. Economische problemen zorgden er ook voor dat de financiering vanuit de Turkse overheid vertraging opliep. Ten slotte waren er juridische problemen met betrekking tot het onder water zetten van plekken met een grote historische of archeologische waarde.

## Politieke doelstelling
Het project heeft als doelstelling de regio economisch te doen opleven. Zuidoost-Anatolië lag in het Ottomaanse Rijk aan een belangrijke handelsroute tussen oost en west. Dit was voor de regio een belangrijke bron van inkomsten en culturele diversiteit. Na de Eerste Wereldoorlog nam de handel echter af als gevolg van de nieuwe grenzen. Sindsdien werd Zuidoost-Anatolië een arme, onderontwikkelde uithoek van Turkije.
De Turkse regering hoopt ook dat met de economische opleving van de regio de separatistische sentimenten van de merendeels Koerdische bevolking zullen verminderen.

## Doelstelling
De basisdoelstellingen van het project zijn gelijke kansen, participatie, milieubescherming, scheppen van werkgelegenheid, ruimtelijke ordening en ontwikkeling van de infrastructuur. Het is de bedoeling dat de gemiddelde levensstandaard in de regio gelijk wordt aan die in andere regio's van Turkije.
Belangrijke infrastructurele werken zoals vliegvelden en snelwegen worden aangelegd. Het project geeft rechtstreeks werk aan zo'n 3,5 miljoen mensen.

## Economische ontwikkeling

### Irrigatie

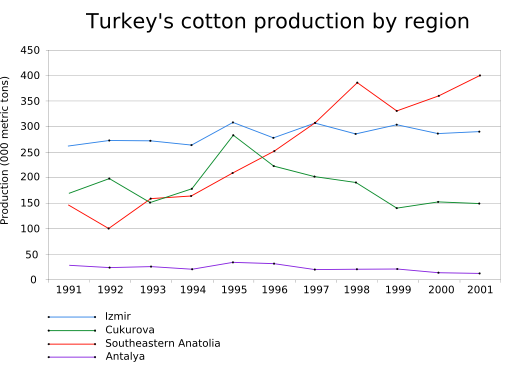
Katoenproductie
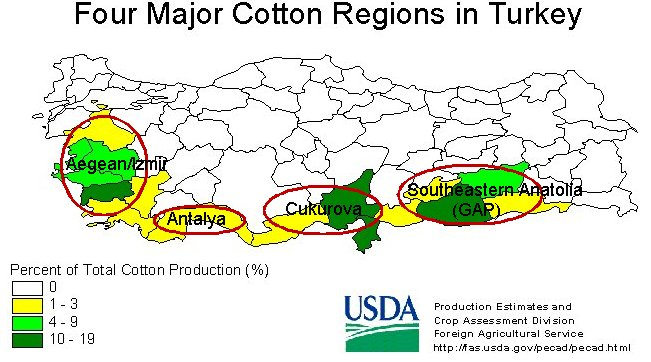
Katoenproductie per regio
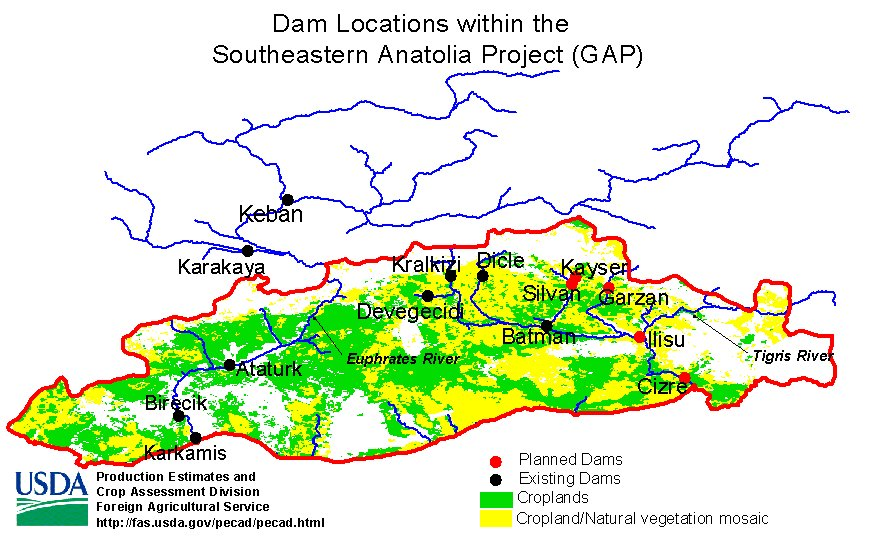
Locatie van de dammen
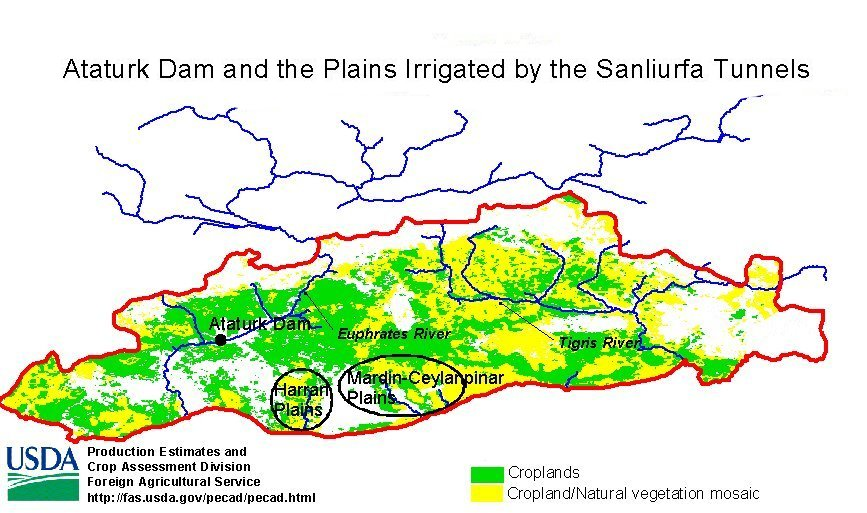
Irrigatieplannen

Sinds het project van start ging is de katoenproductie in de regio gestegen van 150.000 ton naar 400.000 ton, waardoor de regio de eerste producent ter wereld werd. De totale productie van Turkije bleef echter stabiel, omdat andere regio's minder gingen produceerden.
Er wordt verwacht dat het project 17.000 vierkante kilometer nieuw landbouwgebied zal creëren. Rapporten geven aan dat, als gevolg van irrigatie met water van de Atatürkdam, de oogstopbrengst van katoen, tarwe, gerst, linzen en andere granen in de Harranvlakte is verdrievoudigd. Boeren worden gestimuleerd te experimenteren met gewassen die oorspronkelijk niet in het gebied groeiden. Dit gebeurt met de steun van de overheid.
Sinds het project van start ging zijn de grondprijzen, het persoonlijk inkomen, het aantal landbouw- en persoonlijke voertuigen verdrievoudigd in de afgelopen acht jaar.
Zuidoost-Anatolië is een gebied waar vroeger weinig water was. Na de aanleg van de Atatürkdam kwam de visserij in ontwikkeling.
Als onderdeel van het GAP werden 17 waterkrachtcentrales gebouwd. In 2010 produceerden deze ongeveer 22% van het totale Turkse energieverbruik. Ze produceren 8900 megawatt per uur (32 PJ). Het is het grootste complex van waterkrachtcentrales ter wereld.

## Dammen

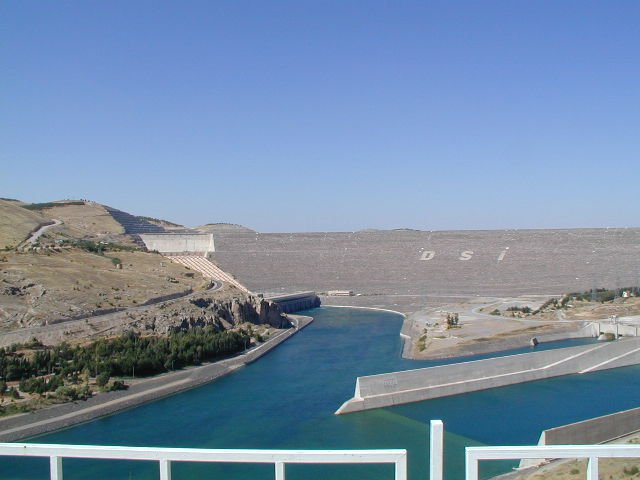
De Atatürkdam

### Stroomgebied van de Eufraat
- Atatürkdam (1992)
- Birecikdam (2000)
- Büyükçaydam
- Çamgazidam (1998)
- Çataltepedam
- Gömikandam
- Hancağızdam (1988)
- Kahtadam
- Karakayadam (1987)
- Karkamışdam (1999)
- Kayacıkdam
- Kemlindam
- Koçalidam
- Sırımtaşdam

### Stroomgebied van de Tigris
- Batmandam (1998)
- Cizredam
- Dicledam (1997)
- Garzandam
- Kayserdam
- Kralkızıdam (1997)
- Ilisudam
- Silvandam

## Onderhoud
De reden voor het grote aantal dammen in het project, meer dan op het eerste gezicht nodig is, is het onderhoud. Dammen moeten gereinigd worden door de ophoping van puin dat meegevoerd wordt met de rivier. Daarom zal elke dam om de tien jaar even stilliggen. De reservedammen nemen dan hun taak over. In geval van natuurrampen, zoals overstromingen, kan het onderhoud eerder worden uitgevoerd. Het plan is om een of twee dammen reserve te hebben, in het geval een dam onverwacht gesloten zou moeten worden. Hoewel een dam afsluiten ook betekent dat de irrigatiekanalen niet meer gevuld worden, zal men zo toch nog energie opgewekt krijgen.

## Techniek achter het project
Het is een uitdaging om een zo groot gebied als het project omvat van elektriciteit en irrigatiewater te voorzien. Een constante aanvoer van water is daarvoor een eerste vereiste.

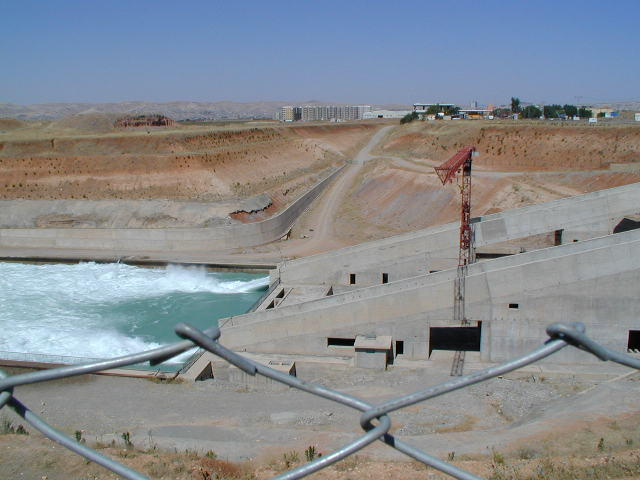
Energieturbine

Indien er eenmaal een constant debiet beschikbaar is, kan het water turbines aandrijven. Zo wordt elektriciteit opgewekt die naar de steden wordt gevoerd. De stroom kan met hoogspanningsleidingen over aanzienlijke afstanden vervoerd worden.

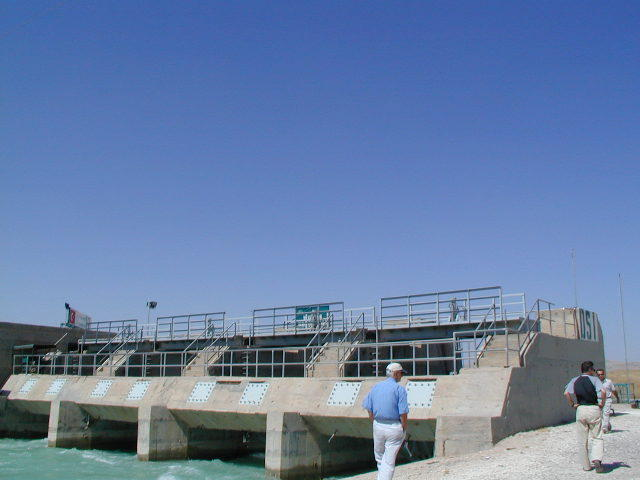
Waterkeringsmuur

De enorme hoeveelheden water dienen geleidelijk en gecontroleerd verdeeld te worden.
Als een kanaal of dam beschadigd is of onderhoud nodig heeft, moet het water omgeleid worden zodat schade hersteld kan worden. De beste manier om dit te doen is het water tijdelijk door reservekanalen te later stromen. Dit gebeurt met behulp van waterkeringsmuren. Het is belangrijk om het water steeds door te laten stromen. Als de irrigatiekanalen droog komen te staan dreigt de landbouw stil te vallen. Een tekort aan stromend water zou ook stroomonderbrekingen tot gevolg hebben die honderdduizenden mensen wekenlang zouden kunnen treffen.

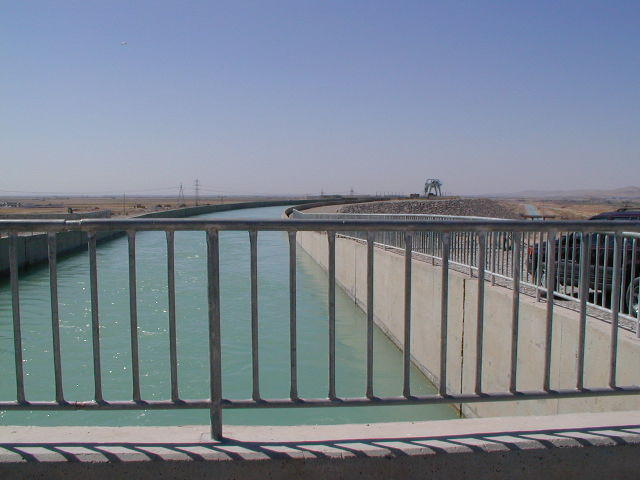
Harrankanaal

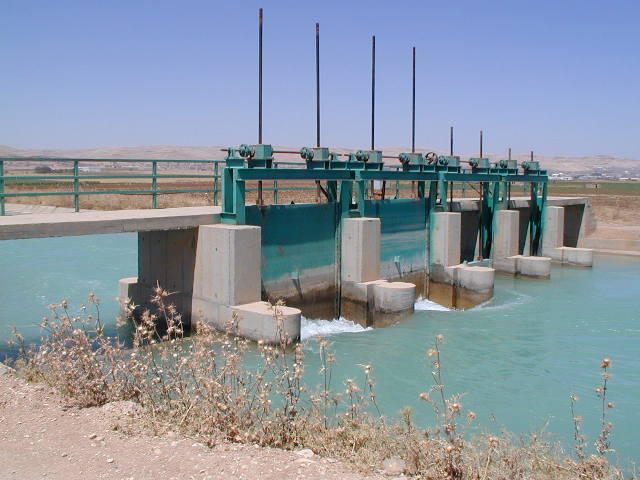
Sluis

Na de installaties voor energie-opwekking vervolgt het water zijn weg door een systeem van distributiekanalen naar verschillende gebieden. Sluizen regelen de hoeveelheid water die door de kanalen stroomt en verdelen het water over verschillende kanaalpanden zodat het niet te snel stroomt. Ze regelen ook het waterpeil in de kanalen. Het water komt uiteindelijk terecht bij steden en landbouwgronden.
De boeren ten slotte gebruiken verschillende systemen om het water over hun akkers voor irrigatie naar de gewassen te leiden.

## Stand van zaken van het project
Het project omvat de bouw van 22 stuwdammen en 19 waterkrachtcentrales en de irrigatie van 17 000 vierkante kilometer land. Een deel van het project zal naar verwachting worden afgerond in 2010. De totale kosten van het project worden geschat op 32 miljard USD. De totale geïnstalleerde capaciteit van de centrales is 7476 megawatt en de verwachte jaarlijkse energieproductie bereikt 27 miljard kWh. Het GAP zal waarschijnlijk zijn officiële einddatum, 2010, ruim overschrijden. De voltooiing is nog allerminst zeker, de Wereldbank en het IMF verlenen geen financiële steun en bij de Turkse regering staat het GAP niet hoog meer op de agenda.

## Reacties

### Voor
Turkse regeringUiteraard is de Turkse regering voor. Ze zien het als een kans om de regio op te waarderen en daardoor economisch profijt te behalen.

### Tegen
KoerdenDe Koerden zijn een volk dat verspreid leeft over Turkije, Syrië en Irak. Het volk streeft al jaren naar onafhankelijkheid, maar die pogingen werden steeds afgeblokt door de regeringen van die landen. Nu wordt een groot deel van hun woongebied onder water gezet door de stuwmeren.
IrakIrak ligt aan de Eufraat en aan de Tigris, en ziet het debiet van de rivieren dalen. Daardoor worden de dure installaties om landbouwgrond te irrigeren onbruikbaar.
SyriëZelfde reden als Irak.

## Oplossingen

### Pijpleiding voor de vrede
Turkije heeft al gezegd een zogenaamde "pijplijn voor de vrede" te willen aanleggen. Dat zou een leiding voor water zijn naar Irak en Syrië. Beide landen zien dat echter niet zitten, omdat ze dan zouden moeten betalen voor water dat via de natuurlijke weg al naar hun land stroomt. Er is ook een politieke reden: beide landen willen niet afhankelijk worden van Turkije voor hun watervoorziening.

### Ontziltingsinstallatie
Een andere oplossing voor het probleem zou zijn dat Turkije enkele ontziltingsinstallaties betaalt voor de betrokken landen. Deze installaties zijn echter peperduur. Irak en Syrië proberen nu om hun waterverbruik zo veel mogelijk te beperken tot een oplossing gevonden is.

## Foto’s

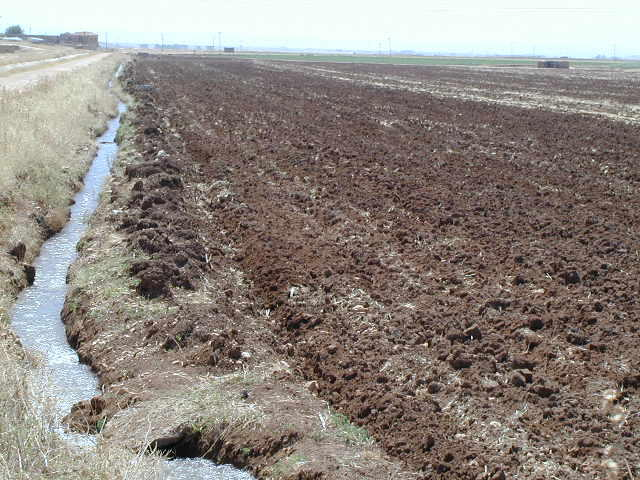
Irrigatiegreppel
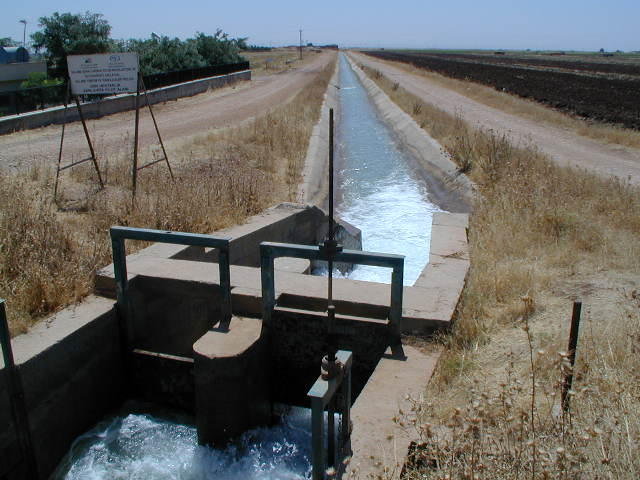
Harrankanaal
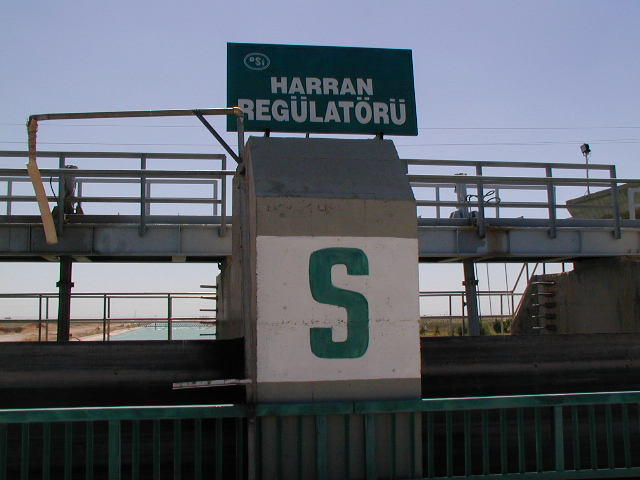
Waterkering